# Will Poulter
William Jack Poulter (*28. ledna 1993 Hammersmith, Londýn) je anglický herec. Mezi jeho nejznámější role patří postava Leea Cartera ve filmu Malý Rambo, Eustace Scrubb z filmové série Letopisy Narnie. Objevil se i v komedii Millerovi na tripu, kde ztvárnil jednoho z hlavních hrdinů Kennyho Rossmora, za tuto roli obdržel v roce 2014 cenu BAFTA.

## Dětství
Narodil se v londýnském Hammersmithu, jako syn bývalé zdravotní sestry Caroline Poulterové (rozené Barrahové) a profesora kardiologie Neila Poultera. Jeho matka vyrostla v Keni, kde její otec dělal chovatele zvěře. Vystudoval na The Harrodian School.